# Parc d'État de White River Falls
Le parc d'État de White River Falls est un parc d'État situé au nord de l'Oregon aux États-Unis. Il est situé à 56 km par la route au sud de la ville de The Dalles et à 7 km à l'est de la vallée de Tygh.
Le parc se concentre sur les chutes d'eau où la rivière White, désignée sauvage et pittoresque, fait un saut de 27 mètres au dessus du plateau de basalte. Au pied des chutes se trouvent les ruines d'une centrale hydroélectrique qui a fourni de l'électricité au centre-nord de l'Oregon de 1910 à 1960.
Il n'y a aucun droit d'entrer pour le parc et il est ouvert de mi-mars à fin octobre. 

## Galerie

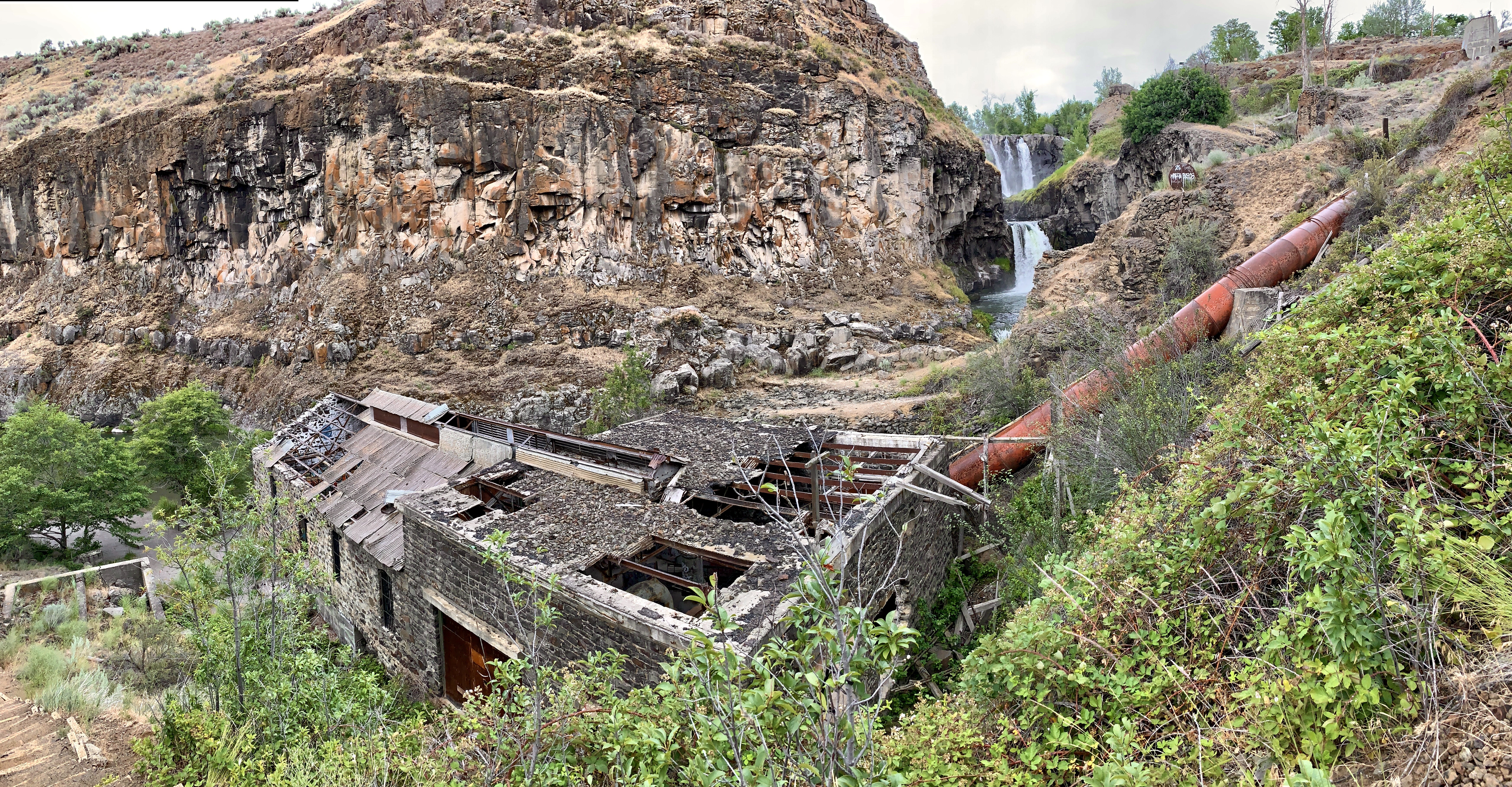
Ruines de l'ancienne centrale électrique au premier plan
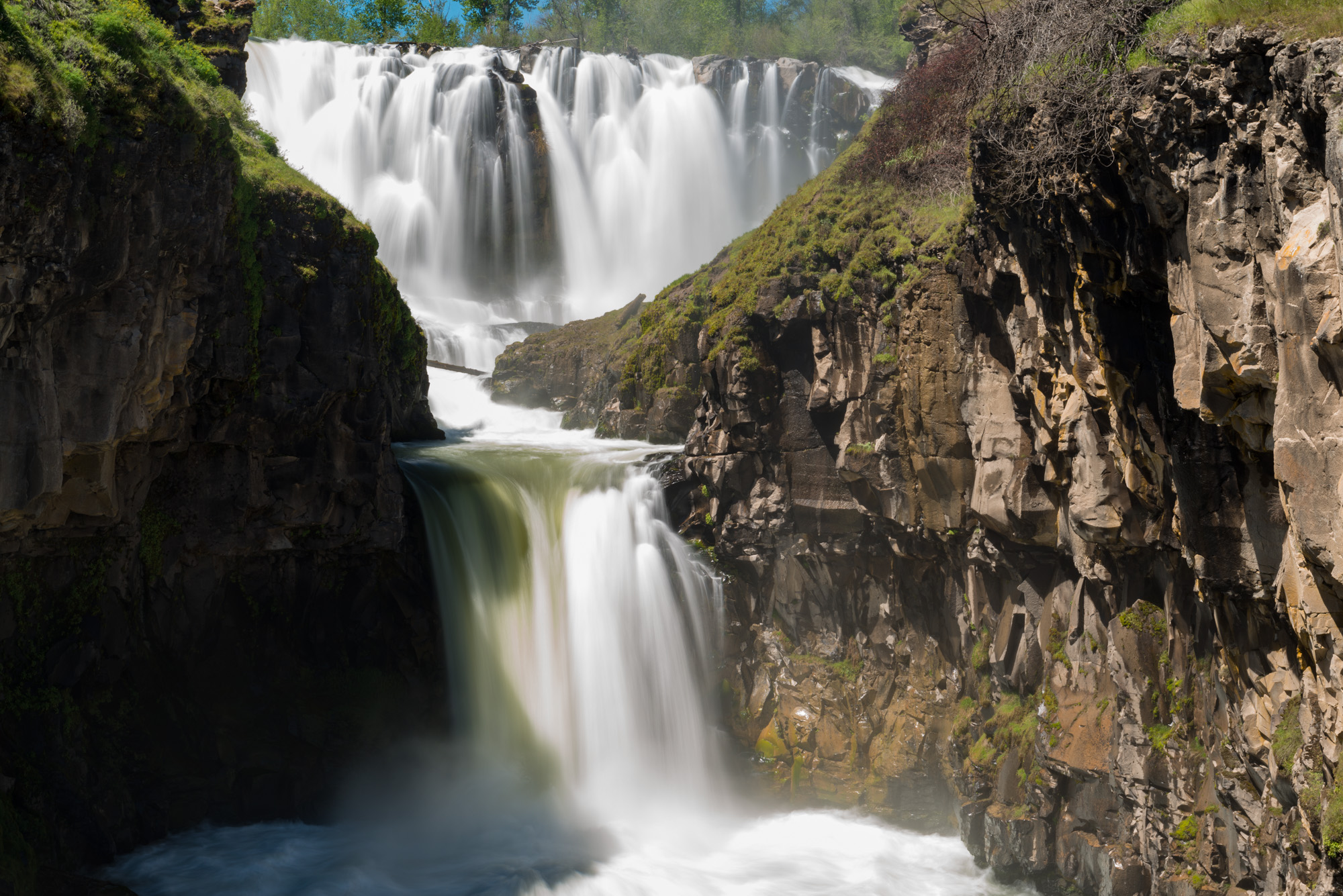
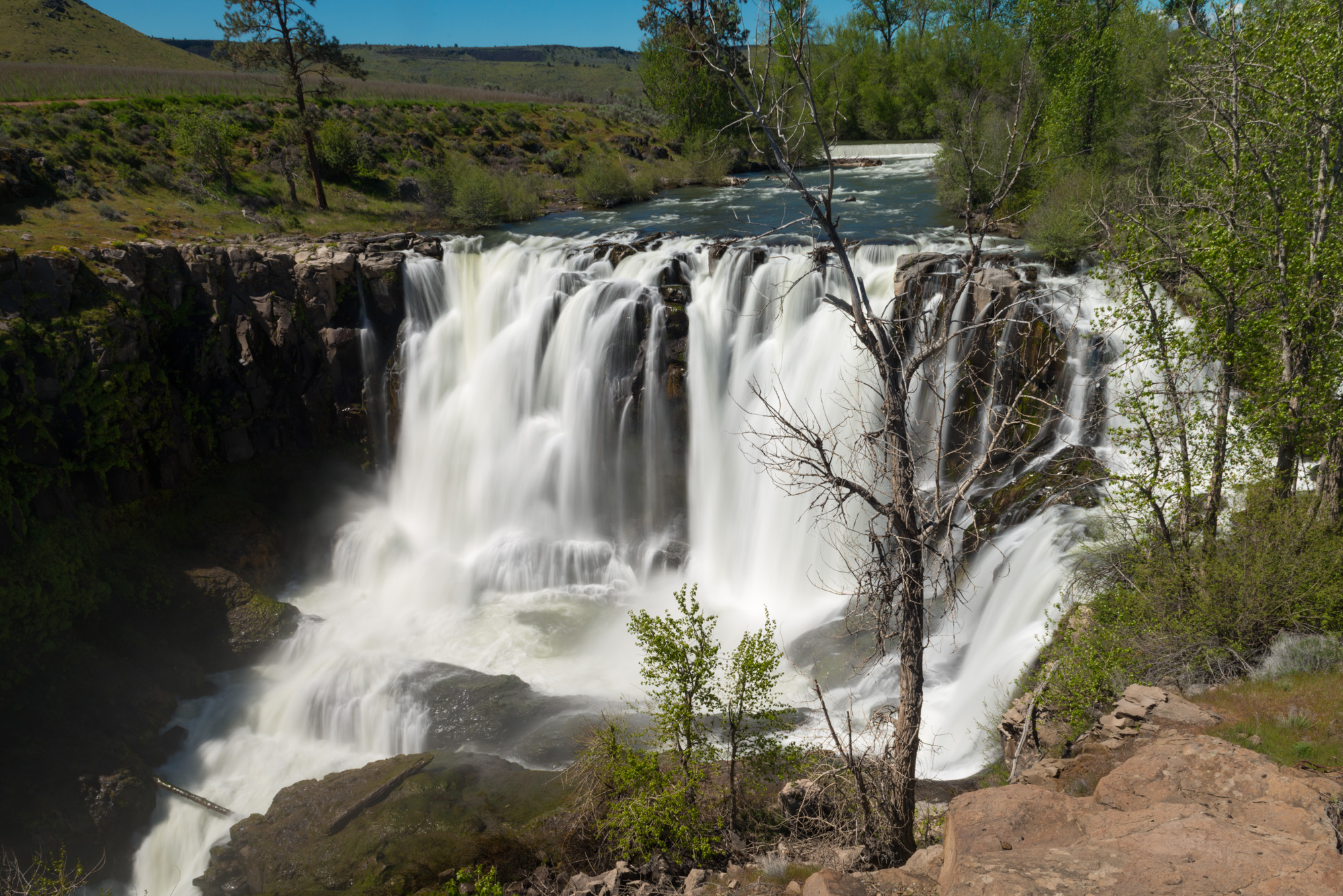
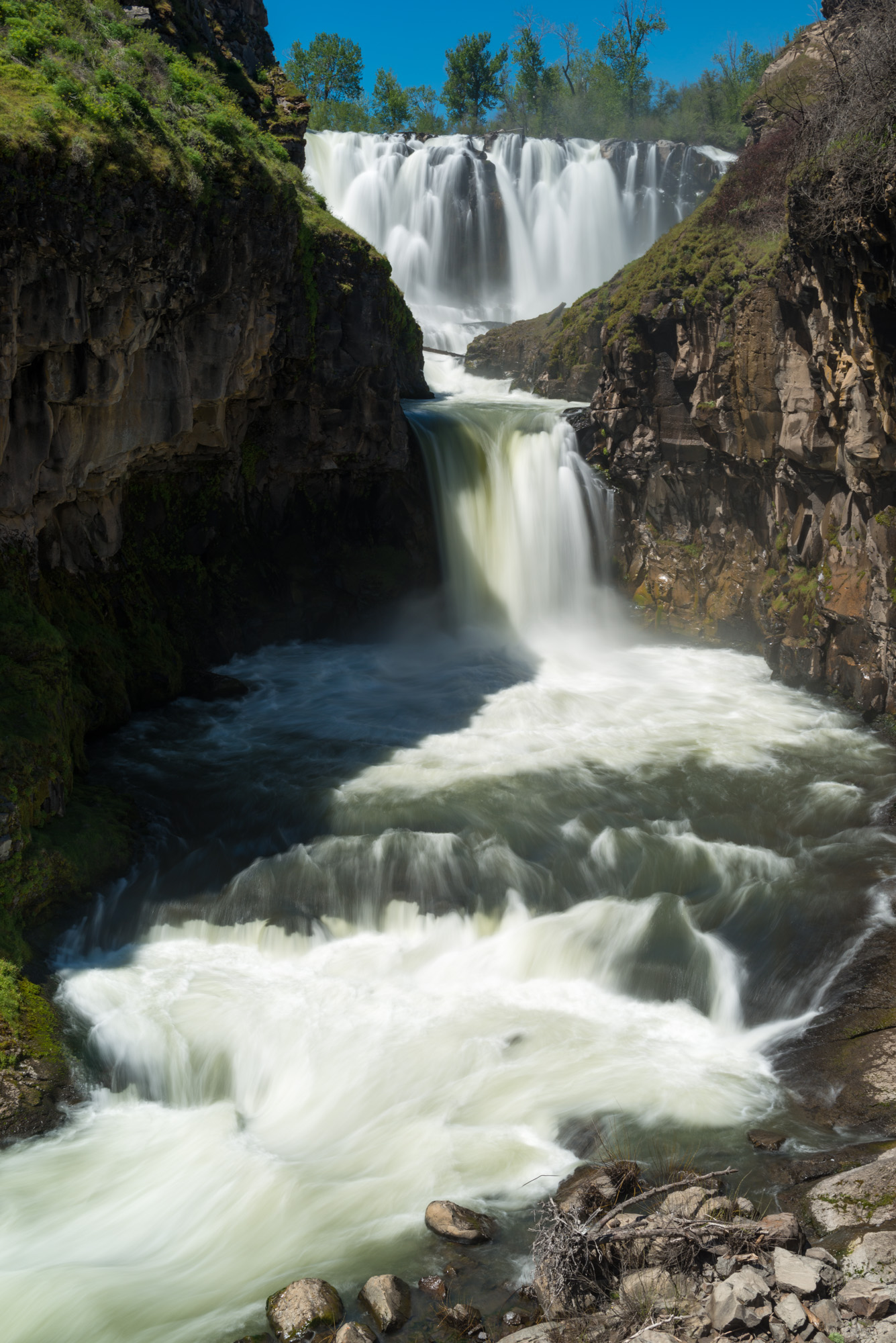

## Voir également
- Liste des parcs d'État de l'Oregon